# Перепись населения СССР (1959)
Перепись населения СССР 1959 года была проведена по состоянию на 15 января.

## Проведение переписи
Вопросы методологии и организации переписи 1959 года обсуждались на Всесоюзном совещании статистиков в июне 1957 года. Программа переписи включала 15 пунктов. Лозунг переписи: «Всемерно содействуйте успешному проведению переписи! Всесоюзная перепись населения — всенародное дело».
Эта перепись была первой переписью населения СССР, в которой для обработки результатов использовалась специализированная ЭВМ. Это была ЭВМ «Перепись», разработанная в Ереванском научно-исследовательском институте математических машин.

## Результаты
Согласно результатам переписи общая численность населения СССР составила 208,8 млн человек. Доля городского населения — 48 %.